# Дервентски кратер
Дервентският кратер (на гръцки: Κρατήρας του Δερβενίου) е волутен кратер, един от най-изящните от вида си, открит през 1962 година в гробница в некропола на античния град Лете край Айватово (Лити), недалеч от Солун, Гърция, и изложен в Солунския археологически музей – Инв. B1. С тегло 40 kg, кратерът е направен от сплав от мед и калай в умело подбрани пропорции, които му дават прекрасен златист блясък, без изобщо да се използва злато.

## Откриване
Кратерът е открит като погребалната урна за тесалийски аристократ, чието име е гравирано върху вазата: Астиунейос, син на Анаксагор от Лариса. При изкопаването му Дервентският кратер съдържа 1968,31 грама изгорени кости, принадлежали на човек на възраст 35 – 50 години и на по-млада жена.

## Техника и украса
Вазата е съставена от два листа от метал, които са изковани и след това съединени, а дръжките и волутите са излети и прикрепени. Горната част на кратера е украсена с мотиви, както декоративно (серии криви линии, палмови листа, акант, гирлянди), така и фигуративно: горната част на шията представя животински фриз. Четири статуетки – две менади, Дионис и спящ сатир, са седнали на раменете на вазата, в поза, напомняща тази на Фавна Барберини. На корема фриз в нисък релеф, 32.6 cm височина е посветен на Ариадна и Дионис, заобиколени от сатири и менади във вакханален тиасос. Също така има и воин, който носи само един сандал, чиято самоличност е спорна – Пентей, Ликург от Тракия или може би Язон.

## Датировка
Точната дата и място на изработка са спорни. Въз основа на диалектните форми от надписа, някои автори смятат, че кратерът е изработен в Тесалия по време на бунта на Алевадите около 350 г. пр. Хр. Други го датират между 330 и 320 г. пр. Хр. и смятат, че е изработен от майстори от царския двор на Филип II Македонски.

## Надпис
Погребалният надпис на кратера гласи:
| „ | ΑΣΤΙΟΥΝΕΙΟΣ ΑΝΑΞΑΓΟΡΑΙΟΙ ΕΣ ΛΑΡΙΣΑΣ | “ |

Надписът е на тесалийски вариант на еолийския диалект: Ἀστιούνειος Ἀναξαγοραίοι ἐς Λαρίσας, Астиунейос, син на Анаксагор от Лариса. На атически гръцки би гласял: Ἀστίων Ἀναξαγόρου ἐκ Λαρίσης.